# Хом (тауншип, Миннесота)
Хом (англ. Home) — тауншип в округе Браун, Миннесота, США. На 2000 год его население составило 800 человек.

## География
По данным Бюро переписи населения США площадь тауншипа составляет 136,0 км², из которых 135,6 км² занимает суша, а 0,4 км² — вода (0,29 %).

## Демография
По данным переписи населения 2000 года здесь находились 800 человек, 227 домохозяйств и 182 семьи.  Плотность населения —  5,9 чел./км².  На территории тауншипа расположено 237 построек со средней плотностью 1,7 построек на один квадратный километр. Расовый состав населения: 99,62 % белых, 0,25 % азиатов, 0,12 % — других рас США. Испанцы или латиноамериканцы любой расы составляли 0,12 % от популяции тауншипа.
Из 227 домохозяйств в 39,6 % воспитывались дети до 18 лет, в 74,9 % проживали супружеские пары, в 0,4 % проживали незамужние женщины и в 19,8 % домохозяйств проживали несемейные люди. 16,3 % домохозяйств состояли из одного человека, при том 6,2 % из — одиноких пожилых людей старше 65 лет. Средний размер домохозяйства — 2,94, а семьи — 3,35 человека.
25,9 % населения — младше 18 лет, 6,1 % — в возрасте от 18 до 24 лет, 21,8 % — от 25 до 44, 20,6 % — от 45 до 64, и 25,6 % — старше 65 лет. Средний возраст — 43 года. На каждые 100 женщин приходилось 96,1 мужчин.  На каждые 100 женщин старше 18 приходилось 91,9 мужчин.
Средний годовой доход домохозяйства составлял 53 750 долларов, а средний годовой доход семьи —  56 389 долларов. Средний доход мужчин —  32 841  доллар, в то время как у женщин — 25 673. Доход на душу населения составил 19 139 долларов. За чертой бедности не находилась ни одна семья и 4,8 % всего населения тауншипа, из которых 17,4 % старше 65 лет.